# Ministère des Affaires sociales (Cameroun)
Pour les articles homonymes, voir Ministère des Affaires sociales.
Le ministère des Affaires sociales (anglais : Ministry of Social Affairs) est la structure de l'administration camerounaise responsable de l'élaboration, de la mise en œuvre de la politique du Gouvernement en matière de prévention, d'assistance et de protection des personnes socialement vulnérables ainsi que de la protection sociale de l'individu,. Il a à sa tête un ministre membre du gouvernement. Le ministère des Affaires sociales est situé à Yaoundé, capitale politique du Cameroun.

## Histoire
Le ministère des Affaires sociales est créé en 1975, par le décret no 75/467 du 28 juin 1975 qui transforme la direction des Affaires sociales en ministère, avec à sa tête Delphine Tsanga. En 1984, il change de nom et devient le Ministère de la Condition féminine. Entre 1988 et 1997, il sera le ministère des Affaires sociales et de la Condition féminine, puis entre 2002 et 2004, ce sera à nouveau le Ministère de la Condition Féminine. C'est depuis 2004 qu'il a repris la dénomination de Ministère des Affaires Sociales avec à sa tête Catherine Bakang Mbock à qui Pauline Irène Nguene née Kendeck a succédé en 2015.

## Organisation
Le ministère des Affaires sociales est placé sous l'autorité d'un ministre, membre du gouvernement. Le Ministre des Affaires sociales est assisté dans ses tâches d'un secrétariat particulier, de deux conseillers techniques, d'une inspection générale, d'une administration centrale, de services déconcentrés, d'unité techniques opérationnelles et d'établissements et organismes spécialisés. Il compte également des directions.

## Missions
Les missions du Ministère des Affaires Sociales sont les suivantes :
- La prévention et du traitement de la délinquance juvénile et de l’inadaptation sociale ;
- La lutte contre les exclusions sociales en liaison avec les Ministères  concernés ;
- La lutte contre le trafic des personnes notamment des enfants mineurs en liaison avec les Administrations concernées ;
- La protection des personnes victimes d’abus physiques ;
- Le suivi des procédures de protection de l’enfance en difficulté en liaison avec Départements Ministériels concernés ;
- Le suivi de la protection des personnes victimes de trafics humains en liaison avec les Administrations concernées ;
- Le suivi des personnes âgées et des personnes handicapées en liaison avec les Ministères concernés ;
- Le suivi des personnes concernées par l’usage des stupéfiants en liaison avec les Administrations concernées ;
- La facilitation de la réinsertion sociale ;
- La solidarité nationale ;
- Le suivi des écoles de formation des personnels sociaux ;
- L’animation, de la supervision et du suivi des établissements et des institutions concourant à la mise en œuvre de la politique de protection sociale.

## Institutions sous tutelle

### Centre national de Réhabilitation des Handicapés
Situé dans le quartier Etoug-Ebe dans l'arrondissement de Yaoundé VI, le Centre national de Réhabilitation des Handicapés a été créé en 1971 par le Cardinal Paul-Emile Leger, un prélat de nationalité canadienne. Il est cédé à l’État camerounais en 1978 et placé sous tutelle du ministère des Affaires sociales. Sa mission principale est la mise en œuvre de la politique gouvernementale en matière de réhabilitation et de reconversion des personnes handicapées.

## Liste des ministres
| Période     | Noms et prénoms                  | Fonction                                                   | Images |
| ----------- | -------------------------------- | ---------------------------------------------------------- | ------ |
| 1975—1984   | Delphine Tsanga                  | Ministre des Affaires sociales                             |        |
| 1984—1988   | Rose Zang Nguele                 | Ministre de la Condition féminine                          |        |
| 1988—1997   | Yaou Aïssatou                    | Ministre des Affaires sociales et de la Condition féminine |        |
| 1997—2002   | Marie Madeleine Fouda            | Ministre de la Condition féminine                          |        |
| 2002—2004   | Cécile Bomba Nkolo               | Ministre de la Condition féminine                          |        |
| 2004—2015   | Catherine Bakang Mbock           | Ministre des Affaires sociales                             |        |
| Depuis 2015 | Pauline Irène Nguene née Kendeck | Ministre des Affaires sociales                             |        |